# 안찬영
안찬영(1977년 1월 5일 ~ )는 대한민국의 세종특별자치시의회 의원이다.

## 학력
- 1991 ~ 1994: 충남기계공업고등학교 졸업
- 2002 ~ 2004: 김천대학 안경광학과
- 2015 ~ 2017: 한밭대학교 산업경영공학과

## 경력
- 2014년 7월 1일 ~ 2018년 6월 30일 : 제2대 세종특별자치시의회 의원
- 2018년 7월 1일 ~ 현재 : 제3대 세종특별자치시의회 의원

## 역대 선거 결과
|  | 55.62% |

|  | 74.54% |